# Llibre litúrgic del ritu romà

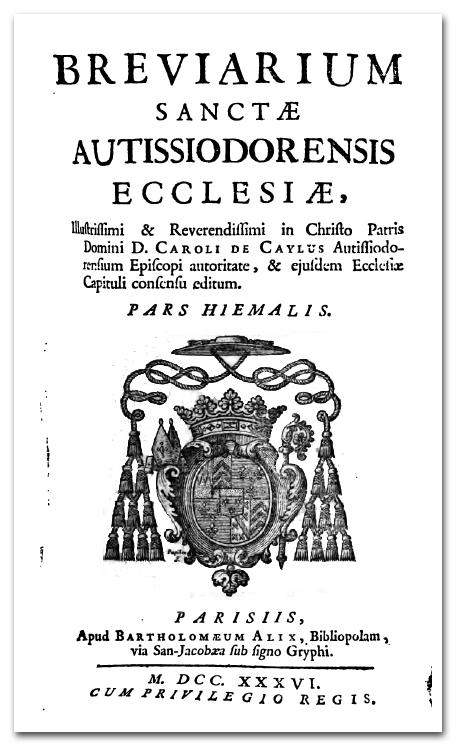
Breviari

Els llibres litúrgics del ritu romà són una sèrie d'obres que contenen les pregàries i cerimònies determinades per l'Església catòlica per a l'administració dels sagraments, la celebració de la missa i l'exercici de les altres funcions sagrades.
En un primer moment les comunitats cristianes no comptaven amb llibres litúrgics. El període de la formació dels llibres litúrgics comença en els primers segles. Va tenir un impuls particular durant l'època carolíngia, quan Carlemany va manar fer un sacramentari de Drogó que a poc a poc es va anar estenent per tot l'imperi.
En la península Ibèrica s'usaven durant els primers segles de la presència musulmana en la península Ibèrica llibres litúrgics segons el ritu mossàrab el qual no era sinó la continuació del visigot, fixat per Sant Isidor en el Concili IV de Toledo (any 633) i descendent de tradicions apostòliques. En l'últim terç del segle xi es va abolir el ritu mossàrab per a tot la península Ibèrica, substituint-lo pel romà, que va manar San Gregori VII. Però van quedar algunes restes d'aquella litúrgia inicial.

## Els sacramentaris
El llibre litúrgic de més importància en l'antiguitat era el Sacramentari, perquè sota aquest nom s'entenia una espècie de Missal incomplet que reunia les pregàries o oracions comunes per a la confecció de l'Eucaristia i que van ser recopilades i fixades pels Summes sacerdots....
El sacramentari 'veronens' o 'lleonià' és una recol·lecció de textos litúrgics de diverses fonts (per exemple, hi ha uns trenta formularis per a la missa de sant Pere i sant Pau). Atès que la majoria de les fórmules provenen de temps del Papa Lleó I el Magne ha pres aqueix nom. Està incomplet doncs no ofereix textos per a les celebracions de Quaresma, Pasqua i tampoc el cànon.
El sacramentari gelasià atribuït impròpiament al Papa Gelasi I, es conserva en la Biblioteca Vaticana. Se sap que va ser elaborat en un monestir prop de París cap a l'any 750. Conté proposades de misses per a tot l'any i per a algunes altres celebracions com ordenacions sacerdotals i diaconals, penitència, baptisme, etc. La base és la litúrgia romana però influïda per oracions i pregàries galicanes.
El sacramentari gregorià arriba a nosaltres a través de les recopilacions que es van fer a fins del segle viii. No obstant això, es tracta d'una col·lecció de sacramentaris que s'usaven ja en temps de Gregori el gran. Els seus textos són el model de les formes litúrgiques posteriors al Concili Vaticà II a causa de la seua sobrietat i senzillesa.

## Leccionari
És el llibre emprat en les celebracions litúrgiques per a proclamar textos de la Sagrada Escriptura. En els primers temps del cristianisme, a l'inici de les celebracions, es llegien els llibres dels profetes i del Pentateuc però no de manera sistemàtica ni segons un ordre donat per alguna autoritat. Segurament se seguia el mètode de les sinagogues on cada persona que passava a llegir continuava el text des d'on s'havien quedat la vegada anterior. Ja en l'Apologia de Justí i en les Constitucions apostòliques (del segle III) s'indica que després de la lectura d'algun text de l'Antic Testament es procedia a llegir alguna epístola o els fets indicant expressament que l'evangeli era llegit solament pel sacerdot o el diaca.
Els llibres usats en aquest període eren transcripcions completes dels textos sagrats amb indicacions al marge per al dia o el període que havien de ser usats. Per això, es van preparar també llistes o enumeracions dels textos per a trobar més fàcilment la lectura que corresponia cada dia. A aquestes llistes les hi va anomenar “Capitularia Evangeliorum” o “Capitularia lectionum”.
Durant el segle IV i després de la formació encara incipient del calendari litúrgic, es comença a elaborar una sistematització dels textos d'acord amb els períodes i les festes. El text de la pelegrina Egèria (cap a l'any 384) conté una expressió de l'admiració perquè en les celebracions litúrgiques de Jerusalem es fan lectures adaptades al dia i a la zona.
A partir de les col·leccions d'homilies d'Ambròs de Milà i Agustí d'Hipona s'ha pogut reconstruir el leccionari en ús en aquells temps. Per al pontificat de Lleó Magne el leccionari es troba completament fixat.
En el segle VI naixen pròpiament els leccionaris al realitzar-se llibres per a ús litúrgic amb els textos de lectures per a cada dia. S'incloïen en ells els textos de l'Antic i del Nou Testament, però l'evangeli es col·locava a part en llibres cridats “Evangeliaris”.
Cap al segle xi els leccionaris van començar a desaparèixer doncs es van publicar llibres que contenien tota la missa, incloses les lectures.
Després de la reforma litúrgica sol·licitada pel concili Vaticà II i tenint en compte el major realç que es dona en ella a la lectura dels textos, es van començar a imprimir novament els leccionaris i evangeliaris de manera que pogueren ser usats en processó a l'inici de la missa.

## Altres textos
- l'Antifonari, amb els introits, gradual, ofertori, etc. el principal autor del qual és el citat Sant Gregori.

- el Missal, que al principi era el Sacramentari i que després va ser completant-se amb els altres llibres enumerats, fins a constituir-se en Missal plenari cap al segle ix i quedar en aquesta forma, únic per a les esglésies menors. Actualment, el Missal ja no és plenari, doncs conté les oracions de la Missa, però no les lectures. Aquestes estan arreplegades en el Leccionari.

- el Benediccional, que reuneix les benediccions de l'Església i s'atribueix en gran part a Sant Gregori Magne.

- el Pontifical romà i el Ritual, que abracen respectivament les oracions i pràctiques dels bisbes o dels rectors en l'administració dels Sagraments que els incumbeix.

- el Liber oratorium o Officiarium, llibre primitiu de rés.
- el Breviari, o llibre del rés eclesiàstic per a la Litúrgia de les Hores, cridat així per haver-se determinat en forma breu des del segle xi per Sant Gregori VII i més encara per San Pius V en el segle xvi

- el Martirologi, que conté la llista de sants canonitzats amb una breu ressenya de cadascun, i que en forma senzilla ve dels primers segles de l'Església i que, reduït a un còdex regular, data de San Jerònim, segle iv.